# ミロスラヴ・ボゴサヴァツ
ミロスラヴ・ボゴサヴァツ（セルビア語: Мирослав Богосавац, Miroslav Bogosavac、1996年10月14日 - ）は、セルビアのサッカー選手。ポジションはDF。

## クラブ歴
2008年にパルチザン・ベオグラードの下部組織に加入。2013年8月14日にミラディン・ステヴァノヴィッチとともに3年契約を締結し、FKテレオプティクに二人とも期限付き移籍した。復帰後はイヴァン・トミッチ監督によってレギュラーを務めた。
2017年2月に3年契約でFKチュカリチュキに移籍。2017-18シーズンにはセルビア・スーペルリーガベストイレブンに選出された。
2020年2月14日、FCテレク・グロズヌイにシーズン終了までの期限付きで移籍。7月3日、4年契約で完全移籍となった。

## 代表歴
U-21代表としてUEFA U-21欧州選手権2017に出場した。
2019年3月20日、ドイツ代表との親善試合で代表初出場。